# BBC Cardiff Singer of the World

Logo des Wettbewerbs (2007)

Der Wettbewerb BBC Cardiff Singer of the World (von 1983 bis 2001 nur Cardiff Singer of the World) ist ein Wettbewerb für klassischen Gesang, der seit 1983 von der BBC im walisischen Cardiff abgehalten wird. Der alle zwei Jahre stattfindende Wettbewerb besitzt die Sparten Oper und Lied, dabei werden Damen und Herren jeweils gemeinsam gewertet. Dazu kommt seit 2003 ein Publikumspreis.

## Geschichte und Organisation

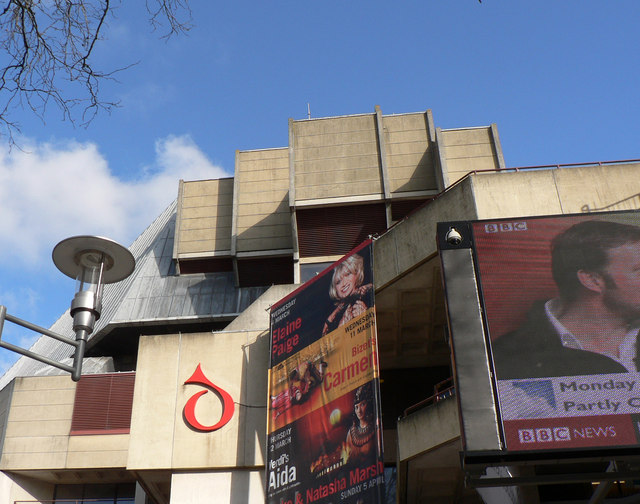
St David’s Hall in Cardiff, Austragungsort des Finales

Der Wettbewerb wurde von der BBC Wales 1983 ins Leben gerufen, um die Eröffnung der neugebauten Konzerthalle St David’s Hall in Cardiff zu feiern. St David’s Hall wurde Sitz des BBC National Orchestra of Wales. Seit 1983 findet der Wettbewerb im Juni alle zwei Jahre – also in ungeraden Jahren – statt. 1989 kam zum Hauptwettbewerb mit Opernarien der Wettbewerb für Lieder hinzu. Wer am Liederwettbewerb teilnimmt, muss auch am Hauptwettbewerb teilnehmen, jedoch nicht umgekehrt.
Zur Qualifizierung für die Finalteilnahme in Cardiff finden im Herbst des Vorjahres – in geraden Jahren – eines Wettbewerb Vorsingen an verschiedenen Orten auf der Welt statt. 20 Sängerinnen und Sänger sind für die Finalrunde zugelassen, wobei pro Herkunftsland nur ein Teilnehmer zugelassen ist, der oder die dann ihr Land vertritt. Der Gewinner der Welsh Singers Competition ist automatisch für die Teilnahme am BBC-Wettbewerb qualifiziert und repräsentiert dort Wales. Teilnehmer müssen im Wettbewerbsjahr zwischen 18 und 32 Jahre alt sein.
Der Wettbewerb wird durch eine Jury entschieden, der erfahrene Sänger, Musiker und Musikexperten angehören. Zu den Jurymitgliedern gehörten unter anderem Carlo Bergonzi, Marilyn Horne, Gundula Janowitz, Sherrill Milnes, Christoph Prégardien, Joan Sutherland, René Kollo und Gwyneth Jones.
Der Wettbewerb wird durch die BBC Wales organisiert und auf BBC Two, BBC Four and BBC Wales TV im Fernsehen übertragen. Im Radio sind die Finalrunden und Preisträgerkonzerte auf BBC Radio 3, BBC Radio Wales und dem walisischen Programm BBC Radio Cymru zu hören. Der Wettbewerb wird von der Welsh National Opera und der Stadt Cardiff unterstützt.

## Preisträger
| Jahr | Gewinner                         | Liedpreis                                                          | Publikumspreis                     |
| ---- | -------------------------------- | ------------------------------------------------------------------ | ---------------------------------- |
| 1983 | Karita Mattila (Sopran)          |                                                                    |                                    |
| 1985 | David Malis (Bariton)            |                                                                    |                                    |
| 1987 | Valeria Esposito (Sopran)        |                                                                    |                                    |
| 1989 | Dmitri Chworostowski (Bariton)   | Bryn Terfel (Bariton)                                              |                                    |
| 1991 | Lisa Gasteen (Sopran)            | Neal Davies (Bassbariton)                                          |                                    |
| 1993 | Inger Dam-Jensen (Sopran)        | Paul Whelan (Bassbariton)                                          |                                    |
| 1995 | Katarina Karnéus (Mezzosopran)   | Kirsi Tiihonen (Sopran)                                            |                                    |
| 1997 | Yang Guang (Mezzosopran)         | Christopher Maltman (Bariton)                                      |                                    |
| 1999 | Anja Harteros (Sopran)           | No Dae-San (Bariton)                                               |                                    |
| 2001 | Marius Brenciu (Tenor)           | Marius Brenciu (Tenor)                                             |                                    |
| 2003 | Tommi Hakala (Bariton)           | Ailish Tynan (Sopran)                                              | Angela Marambio (Sopran)           |
| 2005 | Nicole Cabell (Sopran)           | Andrew Kennedy (Tenor)                                             | Ha Young Lee (Sopran)              |
| 2007 | Shenyang (Bassbariton)           | Elizabeth Watts (Sopran)                                           | Jacques Imbrailo (Bariton)         |
| 2009 | Ekaterina Scherbachenko (Sopran) | Jan Martinik (Bass)                                                | Giordano Luca (Tenor)              |
| 2011 | Valentina Naforniță (Sopran)     | Andrej Bondarenko (Bariton)                                        | Valentina Nafornița (Sopran)       |
| 2013 | Jamie Barton (Mezzosopran)       | Jamie Barton (Mezzosopran)                                         | Ben Johnson (Tenor)                |
| 2015 | Nadseja Kutschar (Sopran)        | Park Jong-Min (Bass)                                               | Amartuvshin Enkhbat (Bariton)      |
| 2017 | Catriona Morison (Mezzosopran)   | Catriona Morison (Mezzosopran) und Ariunbaatar Ganbaatar (Bariton) | Louise Alder (Sopran)              |
| 2019 | Andrei Kymach (Bariton)          | Lei Mingjie (Tenor)                                                | Katie Bray (Mezzosopran)           |
| 2021 | Kim Gi-hoon (Bariton)            | Masabane Cecilia Rangwanasha (Sopran)                              | Claire Barnett-Jones (Mezzosopran) |
| 2023 | Adolfo Corrado (Bass)            | Kim Sung-ho (Tenor)                                                | Julieth Lozano Rolong (Sopran)     |